# Alfred Bisanz
Alfred Bisanz, ukr. Альфред Бізанц (ur. 15 listopada 1890 w Dornfeld, zm. 1951 we Włodzimierzu) – austriacki, a następnie ukraiński wojskowy, ostatecznie podpułkownik Sztabu Generalnego Armii Ukraińskiej Republiki Ludowej. W okresie II wojny światowej referent wydziału do spraw ludności ukraińskiej przy władzach Generalnego Gubernatorstwa (1940–41), następnie referent wydziału opieki społecznej w urzędzie Dystryktu Galicja (1941–1944), szef Zarządu Wojskowego 14 Dywizji Grenadierów SS (1943–1944).

## Życiorys
Urodził się w Galicji – ojciec Karl Bisanz był Niemcem, zamożnym kolonistą, matka Ukrainką. Ród Bisanzów wywodził się z francuskich hugenotów z okolic Besançon (niem. Bisanz), którzy wyemigrowali po odwołaniu w 1685 przez Ludwika XIV edyktu nantejskiego do Szwajcarii, później do Niemiec, wreszcie po I rozbiorze Polski osiedli w nowo utworzonej Galicji, gdzie założyli kolonię Dornfeld. Stryj Alfreda, Gustaw Bisanz był znanym we Lwowie architektem – wieloletnim dziekanem Wydziału Architektury Politechniki Lwowskiej i dwukrotnie (1888–1889 i 1898–1899) jej rektorem.
W 1909 ukończył V klasę w C. K. I Gimnazjum w Przemyślu (w tej szkole kształcili się także Ernest Bisanz (1884–1945), późniejszy inżynier oraz Ewald Bisanz ur. 1888 – obaj zostali oficerami Wojska Polskiego).
Następnie wstąpił do lwowskiego korpusu kadetów. 1 września 1910 został mianowany na stopień chorążego i wcielony do 33 Pułku Piechoty Obrony Krajowej w Stryju. 1 listopada 1912 został mianowany na stopień podporucznika. W latach 1912–1913 wziął udział w mobilizacji sił zbrojnych Monarchii Austro-Węgierskiej, wprowadzonej w związku z wojną na Bałkanach. Po trzech latach służby wstąpił do Terezjańskiej Akademii Wojskowej w Wiener Neustadt. W związku z wybuchem I wojny światowej w sierpniu 1914 zajęcia przerwano, a Bisanz powrócił do macierzystego pułku. Walczył na froncie bałkańskim, później włoskim. 1 stycznia 1915 został mianowany na stopień porucznika, a później kapitana. Od 1917 jego macierzysty oddział nosił nazwę „Pułk Strzelców Nr 33”. Po rozpadzie Austro-Węgier w listopadzie 1918 powrócił z frontu do Galicji.
Wstąpił ochotniczo do Ukraińskiej Armii Halickiej, początkowo dowódca batalionu, uczestniczył w walkach z Wojskiem Polskim w okolicach Lwowa, w tym w operacji wowczuchowskiej (15 lutego–19 marca 1919), awansowany na majora. Od wiosny 1919 był dowódcą 7 Brygady Piechoty, dosłużył się stopnia podpułkownika, dowodził brygadą w ofensywie czortkowskiej (8–28 czerwca 1919). Po klęsce w wojnie polsko-ukraińskiej i przekroczeniu Zbrucza przez UHA uczestniczył w sierpniu 1919 w ofensywie Armii URL na Kijów przeciw Armii Czerwonej. Po zajęciu terytorium Ukraińskiej Republiki Ludowej przez Armię Czerwoną w styczniu 1920, został dowódcą 1 Brygady Czerwonej Ukraińskiej Armii Halickiej. W trakcie wyprawy kijowskiej brygada pod jego dowództwem została otoczona przez wojska polskie i wzięta do niewoli. 10 maja 1920 Bisanz, wraz z 330 żołnierzami brygady (przeważnie oficerami i podoficerami) wstąpił w Winnicy do Armii Ukraińskiej Republiki Ludowej, sojusznika Wojska Polskiego w wojnie polsko-bolszewickiej. W latach 1920–1921 naczelnik oddziału w Sztabie Generalnym Armii URL. W listopadzie 1920 wraz z innymi żołnierzami armii URL internowany w obozie internowanych w Kaliszu-Szczypiornie, zwolniony ze służby na własną prośbę, uwolniony z internowania zimą 1920/21
W okresie międzywojennym zarządzał swoim majątkiem ziemskim pod Lwowem, mieszkał we Lwowie. Utrzymywał kontakt ze środowiskiem kombatantów UHA, 2 lipca 1938 wygłosił adres pożegnalny na pogrzebie byłego dowódcy gen. Myrona Tarnawskiego na Cmentarzu Janowskim.
Po agresji ZSRR na Polskę, okupacji i aneksji wschodnich terenów państwa polskiego przez ZSRR, korzystając z niemiecko-sowieckich umów repatriacyjnych, przesiedlił się do Krakowa, na teren okupacji niemieckiej. W Krakowie zaprzyjaźniony z Bisanzem Hans Koch, były sotnik (kapitan) Ukraińskiej Armii Halickiej, oficer Abwehry zajmujący się sprawami ukraińskimi, ówcześnie doradca generalnego gubernatora Hansa Franka do spraw ukraińskich, zatrudnił w 1940 Bisanza jako referenta wydziału do spraw ludności ukraińskiej przy władzach Generalnego Gubernatorstwa, a wyjeżdżając do Lwowa na funkcję przewodniczącego niemiecko-sowieckiej komisji repatriacyjnej, przekazał mu swoje obowiązki.
Od sierpnia 1941 Bisanz był referentem wydziału opieki społecznej w urzędzie Dystryktu Galicja (niem. Referent für Bevölkerungswesen und Fürsorge im Distriktamt), utworzonego 1 sierpnia 1941, po ataku III Rzeszy na ZSRR i zajęciu Lwowa przez Wehrmacht. 15 kwietnia 1943 mianowany na szefa Zarządu Wojskowego, zajmującego się formowaniem 14 Dywizji Grenadierów SS. Według Beglara Nawruzowa jako urzędnik III Rzeszy był opiekunem wielu znaczących ukraińskich współpracowników Abwehry.
Był jednym z bliskich współpracowników gubernatora Dystryktu Galicja Otto Wächtera. Według brytyjskiego pisarza i producenta filmowego Christophera Hale był jednym z organizatorów i wykonawców „przesiedlenia” 30 000 Żydów z dystryktu galicyjskiego, w latach 1941–1942 uczestniczył w akcji „Marzec” (części Einsatz Reinhardt – eksterminacji Żydów w Generalnym Gubernatorstwie).
W lecie 1945 został aresztowany w Wiedniu przez funkcjonariuszy Smiersza. Został skazany na rozstrzelanie za sabotaż, wyrok wykonano w 1951 w więzieniu we Włodzimierzu.
Kim Naumenko przytacza relację Kosta Pankiwskiego, według której po aresztowaniu w Wiedniu Bisanz został w końcu 1945 przekazany przez NKWD komunistycznym władzom polskim, osądzony przez sąd wojskowy jako zbrodniarz wojenny, skazany na długoletnie więzienie, następnie wywieziony do ZSRR, do łagru w Potmie (Mordowia), gdzie w 1949 został stracony.

## Ordery i odznaczenia
- Krzyż Zasługi Wojskowej 3 klasy z dekoracją wojenną i mieczami,
- Signum Laudis Srebrny Medal Zasługi Wojskowej z mieczami na wstążce Krzyża Zasługi Wojskowej dwukrotnie,
- Signum Laudis Brązowy Medal Zasługi Wojskowej z mieczami na wstążce Krzyża Zasługi Wojskowej,
- Krzyż Pamiątkowy Mobilizacji 1912–1913[10].